# 46 Tauri
46 Tauri är en gulvit stjärna i huvudserien i Oxens stjärnbild.
46 Tau har visuell magnitud +5,29 och befinner sig på ett avstånd av ungefär 120 ljusår.